# Tityus charalaensis
Espèce
Tityus charalaensis est une espèce de scorpions de la famille des Buthidae.

## Distribution
Cette espèce est endémique du département de Santander en Colombie. Elle se rencontre vers Charalá.

## Étymologie
Son nom d'espèce, composé de charala et du suffixe latin -ensis, « qui vit dans, qui habite », lui a été donné en référence au lieu de sa découverte, Charalá.

## Publication originale
- Mello-Leitão, 1940 : « Um Pedipalpo e dois Escorpioes da Colombia. » Papeis Avulsos do Departamento de Zoologia Secretaria de Agricultura Sao Paulo, vol. 1, p. 51-56.